# Allisson Lozz
Allisson Marian Lozano Núñez (Chihuahua, 1 de agosto de 1992) conocida como Allisson Lozz, es una actriz y cantante retirada mexicana. Es conocida por haber interpretado a Paloma Espinoza de los Monteros en En nombre del amor.

## Carrera
Comenzó su carrera como participante de primera edición de Código F.A.M.A., reality show musical infantil producido en México entre 2002 y 2003 por Televisa para captar talentos infantiles.
En 2003 le llegó oportunidad de tener papel estelar en Alegrijes y rebujos, producción de Rosy Ocampo donde interpretó a una villana infantil.
Posteriormente en 2004 obtuvo su primer protagónico infantil en telenovela Misión SOS de nuevo producción de Rosy Ocampo donde compartió créditos junto a Diego Boneta, Maribel Guardia y Guillermo Capetillo. Al mismo tiempo que esta última telenovela se la invitó a participar en proyecto de breve duración, el programa La energía de Sonric'slandia en 2005.
En 2005 productor Pedro Damián la invitó a trabajar en telenovela juvenil Rebelde junto a Maite Perroni Anahí Puente, Dulce María, Alfonso Herrera, Christopher Uckermann, y Christian Chávez.
Inmediatamente concluida telenovela Rebelde (permaneció también en su tercera temporada), Allison se incorporó a otro proyecto televisivo, Nace una estrella en 2006 interpretando al mismo personaje, Bianca Delight.
En 2006 participó en la telenovela de Lucero Suárez, la cual fue Las dos caras de Ana, donde compartió créditos con Ana Layevska.
Participó en grabación de cuatro discos infantiles, numerosos comerciales televisivos y algunos capítulos de la serie Vecinos, programa unitario La fiesta y serie RBD, la familia.
A finales de agosto de 2007, con 15 años, fue seleccionada para protagonizar su primera telenovela como estelar juvenil, versión mexicana de Muñeca brava, la cual se tituló Al diablo con los guapos bajo producción de Angelli Nesma Medina, telenovela de la cual también interpretó el tema musical al lado del grupo mexicano K-Paz de la Sierra. Allí compartió créditos con Eugenio Siller, Altaír Jarabo, César Évora y Laura Flores.
Tras terminar grabaciones de la telenovela, Allisson fue convocada para interpretar a Enriqueta "Kika" en un episodio de la serie mexicana La rosa de Guadalupe titulado "Reguetonera".
En 2008 llamada por productor Carlos Moreno Laguillo para protagonizar versión de la telenovela Cadenas de amargura ahora titulada En nombre del amor. En esta producción trabajó junto a Sebastián Zurita, Leticia Calderón, Victoria Ruffo, Arturo Peniche nuevamente junto a Altaír Jarabo, Laura Flores, César Évora y Erick Elías. 
En 2010, contando con una prometedora carrera, anunció su retiro del espectáculo para continuar con la tradición de su familia y ser testigo de Jehová.

## Vida personal
Se casó con Eliu Gutiérrez en 2011. Tienen dos hijas en común llamadas London Rose (nacida en el año 2012) y Sidney Allisson (nacida en el año 2015). Es influencer y trabaja para la marca Farmasi. 

## Filmografía
| Año       | Título                     | Papel                                                          |
| --------- | -------------------------- | -------------------------------------------------------------- |
| 2002-2003 | Código F.A.M.A.            | Ella misma (concursante)                                       |
| 2003-2004 | Alegrijes y rebujos        | Allisson Rebolledo                                             |
| 2004-2005 | Misión SOS                 | Diana Lozano                                                   |
| 2005-2006 | Rebelde                    | Bianca Delight                                                 |
| 2006-2007 | Las dos caras de Ana       | Paulina Gardel Durán                                           |
| 2007      | RBD, la familia            | Bárbara                                                        |
| 2007-2008 | Al diablo con los guapos   | Milagros "Mili" Ramos / Milagros "Mili" Belmonte Ramos         |
| 2008      | Las tontas no van al cielo | Milagros "Mili" Ramos (Cameo) / Milagros "Mili" Belmonte Ramos |
| 2008      | La rosa de Guadalupe       | Enriqueta «Kika» Amezcua Episodio: «Kika, la Reguetonera»      |
| 2008-2009 | En nombre del amor         | Paloma Espinoza de Los Monteros Díaz                           |
| 2010      | Cuando me enamoro          | Paloma Espinoza de Los Monteros Díaz (cameo)                   |

## Discografía
- Misión S.O.S. Especial de Navidad.
- Misión S.O.S.
- Disco alegrije.
- Disco rebujo.
- Navidad alegrije.
- Navidad rebujo.
- Código F.A.M.A.
- Proyecto Estrella.

## Premios y reconocimientos

### Premios TVyNovelas
| Año  | Categoría          | Telenovela                | Resultado |
| ---- | ------------------ | ------------------------- | --------- |
| 2009 | Mejor actriz joven | Al diablo con los guapos. | Nominada. |

### Premios People en Español.
| Año  | Categoría                          | Telenovela         | Resultado |
| ---- | ---------------------------------- | ------------------ | --------- |
| 2009 | Mejor Pareja con Sebastián Zurita. | En nombre del amor | Nominada  |
| 2009 | Mejor Actriz Juvenil.              | En nombre del amor | Ganadora  |

- 2009: La revista People en español la nombró como uno de "Los 50 más bellos".[10]